# Framtidsutskottet
Framtidsutskottet (FrU) är ett utskott i Finlands riksdag som tillsattes första gången 1993 och blev permanent 2000. Utskottets viktigaste uppgift är att analysera framtidsutsikterna på olika områden och ta ställning till framtida frågor utgående från Statsrådets framtidsredogörelser och utarbeta betänkanden om dem. Utskottet följer också forskning och utveckling med sikte på framtiden. Dessutom ingår i utskottets uppgifter att utvärdera teknologins effekter på olika samhällsområden. Det har i likhet med övriga permanenta fackutskott 17 medlemmar och 9 ersättare.